# Phytoliriomyza nublensis
Phytoliriomyza nublensis är en tvåvingeart som beskrevs av Spencer 1982. Phytoliriomyza nublensis ingår i släktet Phytoliriomyza och familjen minerarflugor. Inga underarter finns listade i Catalogue of Life.